# Laterallus exilis
Laterallus exilis е вид птица от семейство Rallidae.

## Разпространение
Видът е разпространен в Аржентина, Белиз, Боливия, Бразилия, Венецуела, Гватемала, Гвиана, Еквадор, Колумбия, Коста Рика, Никарагуа, Панама, Парагвай, Перу, Суринам, Тринидад и Тобаго, Френска Гвиана и Хондурас.